# そして戦争が終った
そして戦争が終った（そしてせんそうがおわった）は、1985年8月26日にTBS系列で放送されたテレビドラマ。終戦40周年特集特別企画。
太平洋戦争終結時に首相を務めた鈴木貫太郎の一家を中心としたストーリーである。
1985年にTBSテレビ開局30周年記念の特別番組として制作・放送された。
1989年（平成元年）1月8日深夜24:00（9日午前0:00）ごろから、TBS系列で予告もなく全編CMなしで緊急再放送された。TBS系列では1月7日に昭和天皇が崩御したことに伴い、同日朝からJNN報道特別番組を延々と放送してきたが、TBSや全国の系列局にクレームが殺到していた。そのため、8日深夜になって当初予定されていた番組の放映を取りやめ、当番組が突然放送された。
2009年からTBSチャンネルで再放送が行われるようになり、『私は貝になりたい』（1958年版、1994年版）と併せて放送された事もあった。

## スタッフ
- 原作：半藤一利「聖断」
- 脚本：岩間芳樹
- プロデューサー：大山勝美
- 演出：高橋一郎
- 語り：中村嘉葎雄

## キャスト

### 鈴木家関係者
- 鈴木貫太郎（第42代内閣総理大臣）：森繁久彌
- 鈴木たか（貫太郎の妻）：山岡久乃
- 鈴木一（貫太郎の長男）：中村嘉葎雄
- 鈴木布美（一の妻）：星由里子
- 鈴木哲太郎（一の長男）：真田広之
- 鈴木道子（一の長女）：伊藤麻衣子
- 鈴木武（貫太郎の甥、拓務官僚）：大和田伸也
- 秋元律子（哲太郎の親友の妹）：麻生祐未

### 閣僚
- 迫水久常（内閣書記官長）：江守徹
- 阿南惟幾（陸軍大臣）：芦田伸介
- 米内光政（海軍大臣）：渥美国泰
- 東郷茂徳（外務大臣）：杉浦直樹
- 太田耕造（文部大臣）：山本清
- 石黒忠篤（農商大臣）：日恵野晃
- 松本俊一（外務次官）：青山哲也
- 木戸幸一（内大臣）：浜田寅彦
- 岡田啓介（第31代内閣総理大臣）：久米明
- 平沼騏一郎（第35代内閣総理大臣）：嵯峨善兵

### 軍人
- 杉山元（第1総軍司令官）：金田龍之介
- 畑俊六（第2総軍司令官）：林孝一
- 吉積正雄（陸軍軍務局長）：横沢祐一
- 梅津美治郎（参謀総長）：玉川伊佐男
- 豊田副武（連合艦隊司令長官）：今西正男
- 佐々木武雄（陸軍大尉、宮城事件実行犯）：角野卓造
- 安藤輝三（陸軍大尉、二・二六事件実行犯）：西郷輝彦
- 荒尾大佐（宮城事件実行犯）：前川哲男
- 竹下中佐（宮城事件実行犯）：三沢慎吾
- 井田中佐（宮城事件実行犯）：徳川龍峰
- 畑中少佐（宮城事件実行犯）：仲恭司
- 堂込曹長（二・二六事件実行犯）：大島宇三郎
- 塚本中佐（憲兵）：新海丈夫
- 板倉大佐：宮川洋一
- 黒田少佐：草薙良一
- 軍務教官：津嘉山正種

### その他
- 長谷川才次（時事通信記者）：岸部一徳
- 市川梅三郎（歌舞伎役者）：梅沢富美男
- 市川梅三郎の娘：竹沢理枝子
- 女中シマ：志賀真津子
- 女中ユリ：黒川明子
- 坂井新一：久保和彦
- 焼け跡の老人：今福将雄
- 警防団の男：小野武彦
- 運転手：中島元
- 侍従：遠藤剛
- 書記官：堀越大史
- 久慈麻子：竹下景子
- 皇太后（貞明皇后）：赤木春恵
- 昭和天皇（第124代天皇）：加藤剛

## 参考資料
- 『20世紀放送史・資料編』（日本放送協会編・発行、2001年刊）より